# Gemma Beadsworth
Gemma Beadsworth, född 17 juli 1987 i Perth, är en australisk vattenpolospelare (centerforward). Hon är syster till Jamie Beadsworth som har ingått i Australiens herrlandslag i vattenpolo i två OS.
Gemma Beadsworth har representerat Australien i tre OS. Hon gjorde nio mål i OS-turneringen 2008 där Australien tog brons. I London tog Australien brons på nytt och Beadsworth gjorde tio av Australiens mål.
Beadsworth tog VM-silver i samband med världsmästerskapen i simsport 2007 i Melbourne.